# Adele Tonnini
Adele Tonnini, née le 24 juin 1977 à Saint-Marin, est une femme politique saintmarinaise. Elle est capitaine-régente, avec Alessandro Scarano, du 1er avril au 1er octobre 2023.

## Biographie
Née à Saint-Marin, elle vit à Borgo Maggiore. Elle possède un master en arts appliqués de l'université d'Urbino « Carlo-Bo ».
Membre du mouvement civique R.E.T.E., elle commence sa carrière politique en 2012. Depuis 2019, elle est membre de la XXXe législature du Grand Conseil général. Elle est déléguée pour Saint-Marin à l'Assemblée parlementaire de la Méditerranée depuis la même date. 
Le 17 mars 2023, elle est élue capitaine-régente par le Grand Conseil général, avec Alessandro Scarano, pour la période du 1er avril au 1er octobre 2023.